# کارلوس پیتا (بازیکن فوتبال)
کارلوس پیتا (انگلیسی: Carlos Pita؛ زادهٔ ۸ دسامبر ۱۹۸۴) بازیکن فوتبال اهل اسپانیا است.
از باشگاه‌هایی که در آن بازی کرده‌است می‌توان به باشگاه فوتبال لوگو و باشگاه فوتبال دپورتیوو لاکرونیا اشاره کرد.